# أكاديمية آدا للمطورين
أكاديمية آدا للمطورين تعد بمثابة مدرسة مكثفة طوال العام في مجال تطوير البرمجيات للنساء وللأشخاص عديمي الهوية، ولا تتطلب الأكاديمية  أي خبرات سابقة للالتحاق بها. البرنامج يُعد دروس تقوية مجانية بالكامل. ومع ذلك يمكن للطلبة التقديم علي قروض ذات فائدة مخفضة لتحصيل مصاريف معيشتهم خلال العام.
ينقسم البرنامج إلي 6 أشهر دراسة في الصف و5 أشهر فترات تدريبية مدفوعة الأجر بالتعاون مع شركة سياتل تيك. في الشهور الستة الأولي يتم التركيز في الفصول علي لغات روبي، روبي اون، رايلز، جافا سكريبت، ولغات تطوير الويب وأساسيات علوم الحاسوب. أما في الشهور الخمس الأخيرة يتم توظيف المتدربين في الشركات الممولة للبرنامج ومنها أمازون، شيف، كونكور،ميكروسوفت وغيرهم.

## المجموعات[عدل]
تم قبول 16 طالبًا للدراسة في الأكاديمية في أول مجموعة (العام الدراسي 2013-2014)، وحصل جميعهم علي وظيفة ذات دوام كامل في مجال تطوير البرامج قبل انتهاء مدة دراستهم بالبرنامج، وحصل اثنين منهم علي عروض وظيفية من شركة أمازون. بمتوسط راتب 75000 دولار.
| المجموعة | بدء البرنامج | عدد المتقدمين | المقبولين   |
| -------- | ------------ | ------------- | ----------- |
| 1        | 2013         | 107           | 16          |
| 2        | 2014         | 190           | 24          |
| 3        | مايو 2015    | 206           | 24          |
| 4        | سبتمبر 2015  | 272           | 24          |
| 5        | فبراير 2016  | 306           | 24          |
| 6        | أغسطس 2016   | 399           | 48          |
| 7        | فبراير 2017  | 356           | 48          |
| 8        | أغسطس 2017   | 475           | لم يحدد بعد |

## التمويل[عدل]
بدأت الأكاديمية كبرنامج تحالف تكنولوجي تابع لشركة سياتل وتم تمويله بواسطه شركة راعية وأفراد متبرعة ومصادر عامة. وتقوم الآن الأكاديمية كمنظمة غير ربحية من خلال الممول المالي ثيرد سيكتور نيو انجالند. وتشمل الشركات الممولة للأكاديمية شركة أمازون و إكسبيديا، وزايلو وشيف. تساهم الشركات الداعمة في وضع المناهج التعليمية وأيضا في توفير معلمين ومنح تدريبية للطالب. وقد أقرت بعض الشركات الداعمة مثل شركة إكسبيديا بأنها تشارك في دعم البرنامج لتوظيف مواهب عظيمة وذلك من أجل الحفاظ علي تميُزها.